# Echo (tygodnik)
Echo (tygodnik) - czasopismo lokalne wydawane w latach 1996–1999 w wersji tygodnika początkowo dla mieszkańców rejonu opoczyńsko-tomaszowskiego. Było kontynuacją tygodnika lokalnego „Echo Tomaszowa” (który ukazał się w lutym 1993 roku) i utrzymało numerację poprzednika. Pierwszy numer 19 (164) pod nazwą „Echo” ukazał się 9 maja 1996 roku. 
Po reformie administracyjnej w 1999 gazeta ukazywała się dla powiatu tomaszowskiego i nazywała się wówczas „Echo Powiatu Tomaszowskiego” (pod tym tytułem ukazywało się od 4 lutego 1999 roku do 27 kwietnia 2000 roku), następnie gazeta Echo ponownie obejmowała swym zasięgiem cały rejon opoczyńsko-tomaszowski, a jej nazwa brzmiała Echo Powiatu Tomaszowskiego i Opoczyńskiego (pierwszy numer 18/388 z dnia 10 maja 2000 roku). Ogółem ukazało się 21 numerów pisma „Echo Tomaszowa” z podtytułem Tygodnik samorządowy, 142 numery tygodnika „Echo Tomaszowa” z podtytułem Tygodnik regionalny, 138 numerów czasopisma „Echo” z podtytułem Magazyn regionalny, 65 numerów tygodnika „Echo Powiatu Tomaszowskiego” (bez podtytułu), co najmniej 34 numery jego kontynuacji pod nazwą „Echo Powiatu Tomaszowskiego i Opoczyńskiego”. Mimo zmian tytułów numeracja roczników i numerów czasopisma była kontynuowana.
Początkowo „Echo” było wydawane przez Urząd Miasta Tomaszowa Mazowieckiego (od numeru 4 przez Zarząd Miasta Tomaszowa Maz.), następnie przejęte przez firmę LAMAR, po czym firma przekazała gazetę spółce powstałej z kilku pracujących redaktorów („Echo” sp. z o.o., potem „Toro” Telewizja Kablowa, s.c.). Początkowo skład wykonywany był w „Samochodówce”, następnie przez firmę AUW NAMI Sławomira Przybylskiego.
Pomimo niemałego zasięgu tygodnik nie wytrzymał konkurencji z dwoma produktami firmy PAJ-Press sp. z o.o.: z „Tomaszowskim Informatorem Tygodniowym” oraz „Tygodnikiem Opoczyńskim”.